# Yū Tamura (Rugbyspieler)
Yū Tamura (* 9. Januar 1989 in Okazaki, Präfektur Aichi) ist ein japanischer Rugby-Union-Spieler, der auf der Position des Verbinders eingesetzt wird. Er spielt für die japanische Nationalmannschaft und für die Super-Rugby-Mannschaft Sunwolves. Yū Tamura ist 1,81 m groß und wiegt 87 kg.

## Leben und Karriere
Yū Tamura studierte an der Meiji-Universität. Er spielte von 2011 bis 2017 bei dem Top-League-Verein NEC Green Rockets. Seit 2017 spielt er für die Canon Eagles, die in der Stadt Machida beheimatet sind. Seit 2022 ist er dort Mannschaftskapitän. Zudem spielte er von 2016 bis 2019 für die Sunwolves aus Tokio.
Er nahm mit der japanischen Nationalmannschaft an den Weltmeisterschaften 2015 und der im eigenen Land 2019 teil. 2019 erreichte er mit seiner Mannschaft das Viertelfinale, Japans erstes WM-Viertelfinale überhaupt, in dem er dank eines Straftrittes als erster Japaner Punkte in einem WM-Finalrundenspiel für sein Land erzielte.